# Oud- en Nieuw-Mathenesse
Oud- en Nieuw-Mathenesse was een gemeente in de Nederlandse provincie Zuid-Holland. Oud- en Nieuw Mathenesse is op 1 april 1817 ontstaan uit stukken van de gemeenten Kethel en Spaland en Schiedam. 57 jaar later, op 1 januari 1868, is de gemeente opgegaan in Schiedam.

## Geschiedenis
Oud-Mathenesse wordt al in 1276 genoemd. De heer Dirk van Bokel had het gebied toen in handen, net als Cool. De heren hadden een donjon bij Schiedam. Nieuw-Mathenesse lag buitendijks en werd later ingepolderd.
In de Franse tijd, in 1795, werd Mathenesse een gemeente. In 1811 werd deze voor 5 jaar opgeheven en bij Schiedam en Kethel en Spaland gevoegd. Op 1 april 1817 werd de gemeente Oud- en Nieuw-Mathenesse opgericht.
Rond 1850 begon Schiedam sterk te verstedelijken. Oud- en Nieuw Mathenesse, dat meer dan 500 inwoners omvatte, besloot in 1868 te fuseren. Na de fusie werd het gebied volgebouwd.
In 1886 is de gemeente Delfshaven opgegaan in de gemeente Rotterdam. Deze had in 1909, 1926 en 1934 delen van de gemeente Schiedam laten anexeren, daarbij kwamen grote stukken van de voormalige gemeente in handen van Rotterdam.

## Wapen
Er is nooit een wapen van de voormalige gemeente bij de Hoge Raad van Adel bevestigd. Wel hanteerde de gemeente zelf een wapen. Het was het wapen van de familie Mathenesse met een kroon. De beschrijving van het wapen ging als volgt:
Van zilver, met van rechts boven naar links onder een rooden band, welke band beladen is met drie gouden zespuntige sterren, die onder elkaar geplaatst zijn. Het schild beladen met een kroon van vijf fleurons.  De stempel die gebruikt werd door de gemeente, met daarop het wapen, wordt bewaard in het Museum Rotterdam.